# Aphantolana costaricensis
Aphantolana costaricensis är en kräftdjursart som först beskrevs av Brusca och John B. Iverson 1985.  Aphantolana costaricensis ingår i släktet Aphantolana och familjen Cirolanidae. Inga underarter finns listade i Catalogue of Life.